# Якушево (Красноярский край)
Я́кушево — деревня в Балахтинском районе Красноярского края России. Входит в состав Чистопольского сельсовета.

## География
Деревня расположена в 53 км к юго-западу от районного центра Балахта на реке Чулым (приток Оби).

## Население
| 1989 | 2002 | 2010 |
| ---- | ---- | ---- |
| 251  | ↗272 | ↘177 |

Гендерный состав
По данным Всероссийской переписи населения 2010 года 85 мужчин и 92 женщины из 177 чел.